# ハインツ・ニクスドルフ
ハインツ・ニクスドルフ（Heinz Nixdorf、1925年4月9日 - 1986年3月17日）は、西ドイツのコンピューター技術者であり実業家である。

## 概要
ハインツ・ニクスドルフは1925年にパーダーボルンで生まれた。1942年には軍隊に徴兵され第二次世界大戦が終了した後の1946年になってようやく学業を修了することができた。
ニクスドルフは1947年から1952年にかけてフランクフルトで物理学を学び、1951年にレミントンランド社で働いたときに初めてコンピューター技術に接した。1952年にニクスドルフは勉学を中断し、エッセンでインパルス技術研究所（Labor für Impulstechnik）を設立した。彼はRWE社向けの機械を造り始め、間もなくヴァンダラー社（Wanderer-Werke）とブル社との取引業者となった。1964年にニクスドルフは最初の小型コンピューターである「System 820」を製造し、これを中小規模の企業に販売して大成功を収めた。1968年にニクスドルフは自身の最大の顧客であったヴァンダラー社を買収し、これを新しく設立したパーダーボルンに本社を置くニクスドルフ・コンピューター社（Nixdorf Computer AG）に編入した。
1970年代にはニクスドルフ・コンピューター社は西ドイツ市場で最大、世界中で4番目に大きいコンピューター製造会社であった。1986年にニクスドルフ・コンピューター社は44カ国に25,500名の従業員を擁し、年間4,500万マルクの純利益を得ていた。同年に開催された最初のCeBIT期間中にハインツ・ニクスドルフはハノーファーで死去した。
ニクスドルフは寄付金でパーダーボルンに「ハインツ・ニクスドルフ博物館」（Heinz Nixdorf MuseumsForum）という名の世界最大のコンピューター博物館（computer museum）を開設した。